# Canon Speedlite

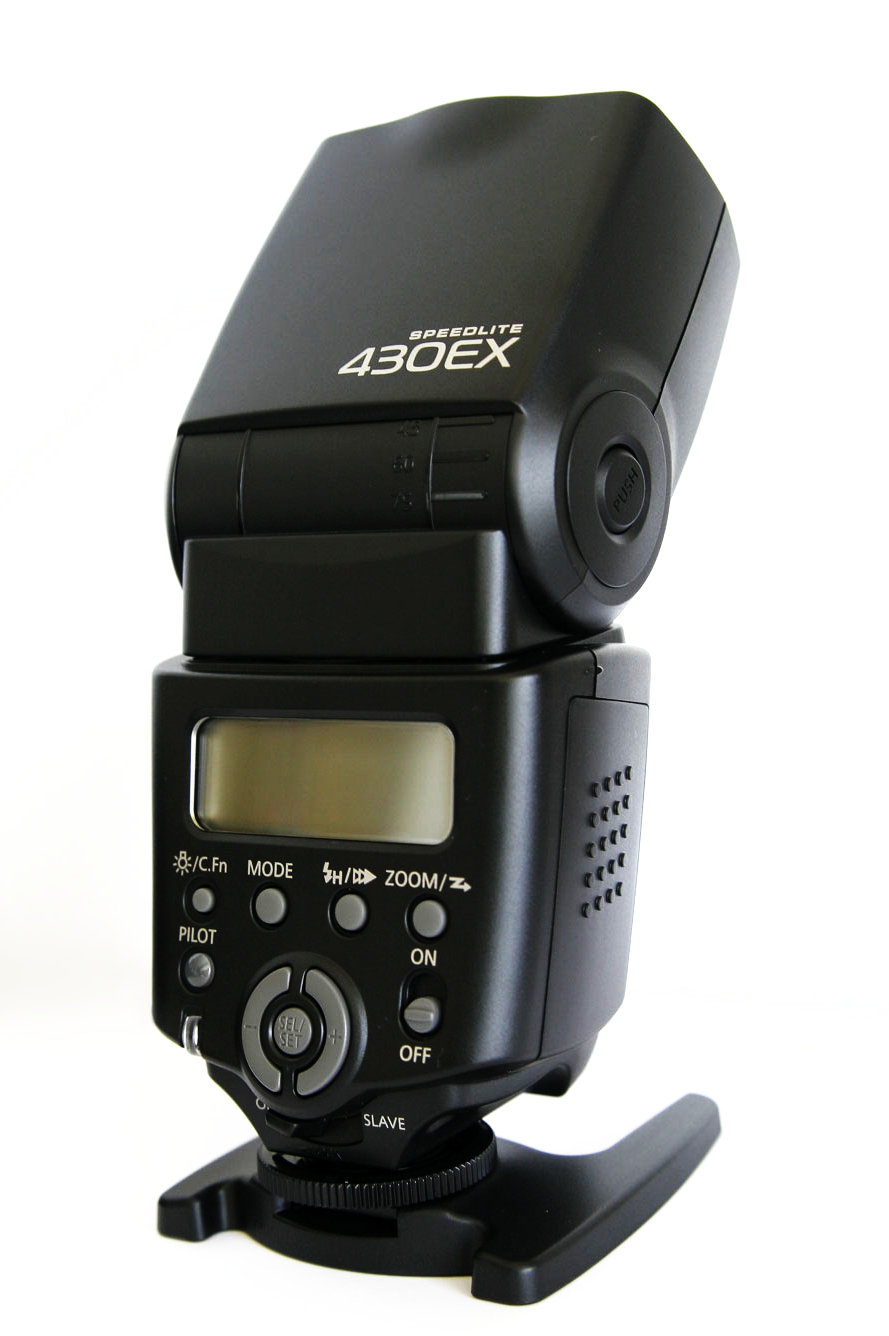
Aufsteckblitzgerät Speedlite 430 EX

Canon Speedlite ist eine Blitzgerätemarke des Kameraherstellers Canon.

## Speedlite 133D
Das Modell Speedlite 133D verfügte über das so genannte CAT-System und war der erste elektronische Blitz, der bei Verwendung mit einer Canon-Spiegelreflexkamera das Berechnen der Blende nach Leitzahl und Entfernung überflüssig machte. Dies war ausschließlich mit den Canon-Kameras F1, EF und FTb möglich. Der Blitz wurde über den Zubehörschuh der Kamera durch Mittenkontakt und Zusatzkontakte mit der Kamera verbunden. Zusätzlich wurde ein spezieller Kupplungsring vorne am Objektiv angebracht und über ein Kabel mit dem Blitzgerät verbunden. Damit konnte die Kamera unter Berücksichtigung der eingestellten Entfernung die erforderliche Belichtung ermitteln. Mit der Canon EF ergab sich erstmals bei einer Canon-Spiegelreflexkamera eine echte Blitz-Belichtungsautomatik. Die Modelle F1 und FTb verfügten über keine Belichtungsautomatik, deshalb wurde die erforderliche Belichtung im Sucher über Nachführzeiger angezeigt. Das Verfahren war nur mit diesen drei Kamera-Modellen bei Verwendung von fünf verschiedenen Objektiven der ersten FD-Baureihe möglich. Bei anderen Kameras oder anderen Objektiven konnte das Blitzgerät mit manueller Einstellung benutzt werden.

## A- und G-Reihe
Die Modelle der Reihen A (Aufsteckmodelle) und G (Stabmodelle) waren seit den 1970er-Jahren modernere Computerblitzgeräte, bei denen die manuelle Berechnung der erforderlichen Blende dadurch entfällt, dass die Blende in einen größeren Bereich unverändert bleibt und der Blitz die Lichtmenge über einen eingebauten Sensor regelt. Diese Belichtungsautomatik ist grundsätzlich bei Kameras aller Hersteller möglich. Der Anschluss erfordert normalerweise über den Mittenkontakt. Bei Gebrauch mit Kameras der Canon A-Serie und der späteren T-Serie stellt sich die Kamera automatisch auf die nötige fixe Blende und Belichtungszeit ein, sobald ein solches Blitzgerät mit der Kamera verbunden ist.
Die Reihe umfasste folgende Modelle
(Leitzahl-Angaben in Meter, bezogen auf eine Brennweite von 50 mm und eine Filmempfindlichkeit von ISO 100):
| Modell  | Leitzahl |
| ------- | -------- |
| 011A    | 14       |
| 133A    | 16       |
| 155A    | 17       |
| 166A    | 20       |
| 177A    | 25       |
| 188A    | 25       |
| 199A    | 30       |
| 500A    |          |
| 377G    | 36       |
| 577G/GL | 48       |

## T-Reihe

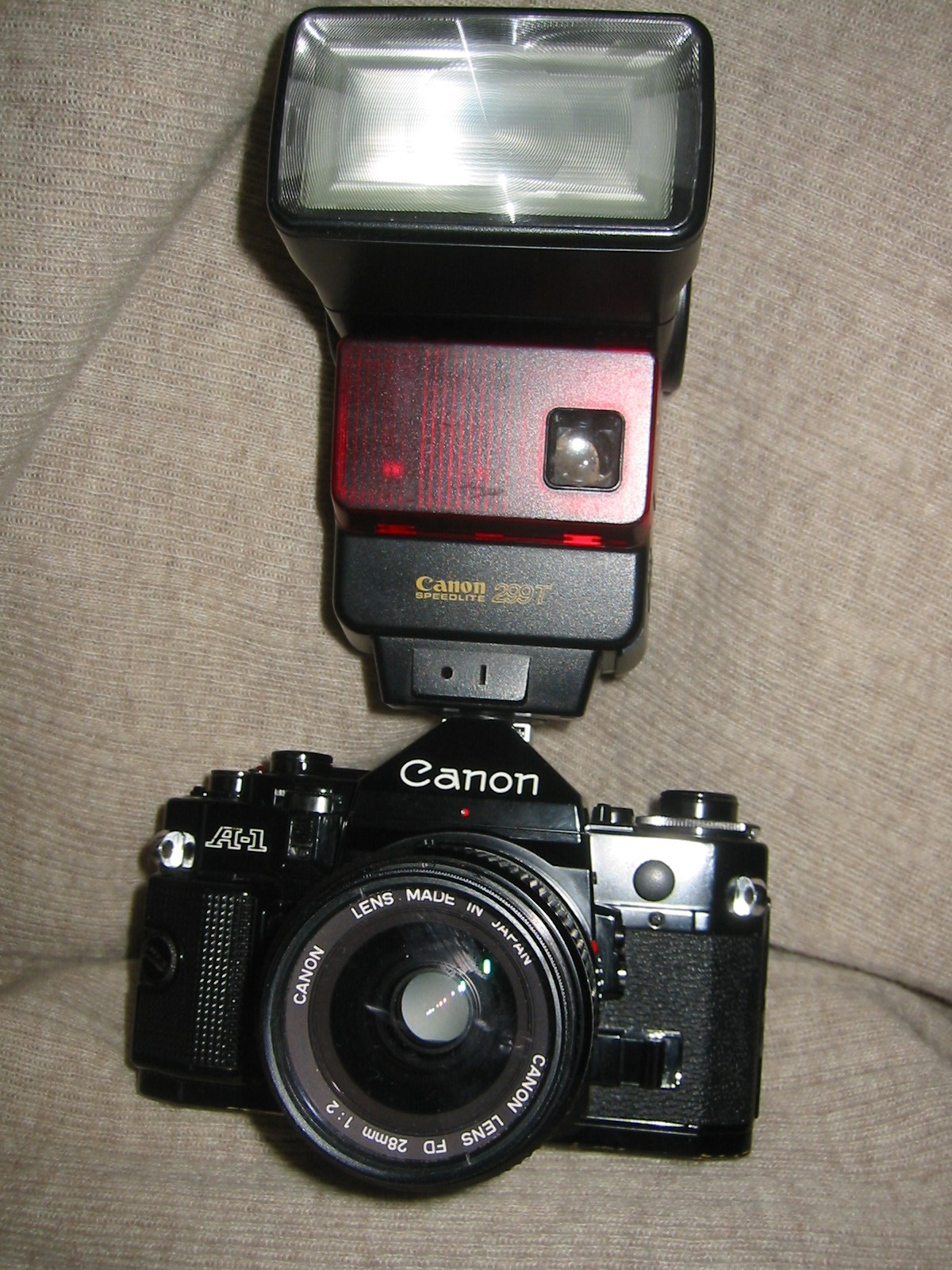
Modell Speedlite 299T

Mit der Einführung der Kamera-Modelle der T-Reihe Anfang der 1980er-Jahre wurde auch eine neuere Speedlite-Serie herausgebracht. Wie die A- und G-Modelle sind es Computer-Blitzgeräte, bei denen die Lichtmenge über einen eingebauten Sensor geregelt wird. Diese Belichtungsautomatik arbeitet herstellerunabhängig mit allen Kameras mit Mittenkontakt. Die Zusatzfunktionen einer schnelleren Einstellung der Kamera arbeiten voll funktional nur mit den Kameras der Canon T-Reihe und der älteren A-Reihe, mit Einschränkungen auch mit einigen EOS-Kameras.
Die Reihe umfasste folgende Modelle
(Leitzahl-Angaben in Meter, bezogen auf eine Brennweite von 50 mm und eine Filmempfindlichkeit von ISO 100):
- 244T (Leitzahl: 16)
- 277T (Leitzahl: 25)
- 299T (Leitzahl: 30)
- 300TL (Leitzahl: 35)

Mit den Spitzenmodellen 299T und 300TL war eine Brennweitenvorwahl möglich, die das Aufstecken von Weitwinkel- oder Teleadaptern im Bereich zwischen 24- und 85-mm-Brennweite unnötig machte. Das eigens auf Canons damaliges Spitzenmodell Canon T-90 zugeschnittene 300TL war das erste Modell der Canon-Speedlite-Reihe, das mit dieser Kamera auch die TTL-Messung (Through The Lens, also nicht über einen blitzeigenen Sensor) anwenden konnte, wobei hier Canons eigene A-TTL-Technik (Advanced TTL) zum Einsatz kam. Zudem konnten diese Modelle mit mehreren Blitzen synchronisiert werden. Das 299T-Modell konnte für diesen Zweck mittels Kabel an einen weiteren Blitz angeschlossen werden. Beim 300TL wurde ein sogenannter TTL-Hot-Shoe-Adapter zwischen Kamera und Blitz montiert. An diesem konnten dann (über Verteiler) bis zu vier 300TL-Blitze automatisch betrieben werden.

## EZ-Reihe
Mit der Einführung der EOS-Kameraserie stellte Canon auch eine neue Generation an Aufsteckblitzgeräten vor. Die Blitzgeräte können aufgrund der A-TTL-Blitzmessung voll funktional ausschließlich mit analogen Spiegelreflexkameras der EOS-Reihe verwendet werden.
Beim A-TTL-Messverfahren wird das Umgebungslicht sowie das während der Aufnahme gezündete Blitzlicht vom Filmmaterial reflektiert und von mehreren Belichtungssensoren im Kameraboden gemessen. Ist die für eine korrekte Belichtung ausreichende Menge Licht erreicht, sendet die Kamera ein Abstellsignal an den Blitz.
Betrieb mit Kameras anderer Hersteller oder anderer Kamera-Baureihen von Canon ist nur manuell ohne Belichtungsautomatik möglich, da diese nicht mit der A-TTL-Blitzmessung arbeiten können. Für eine automatische Belichtung erfordern zum Beispiel die digitalen Canon Powershot- und EOS-Kameras entweder spezielle Blitzgeräte mit dem E-TTL-Verfahren, wie die neuere EX-Reihe, oder Blitzgeräte, die über eine eigene Blitzmessung verfügen, wie die älteren Serien, die A-Serie, die G-Gerie und die T-Sterie.

### 200 E

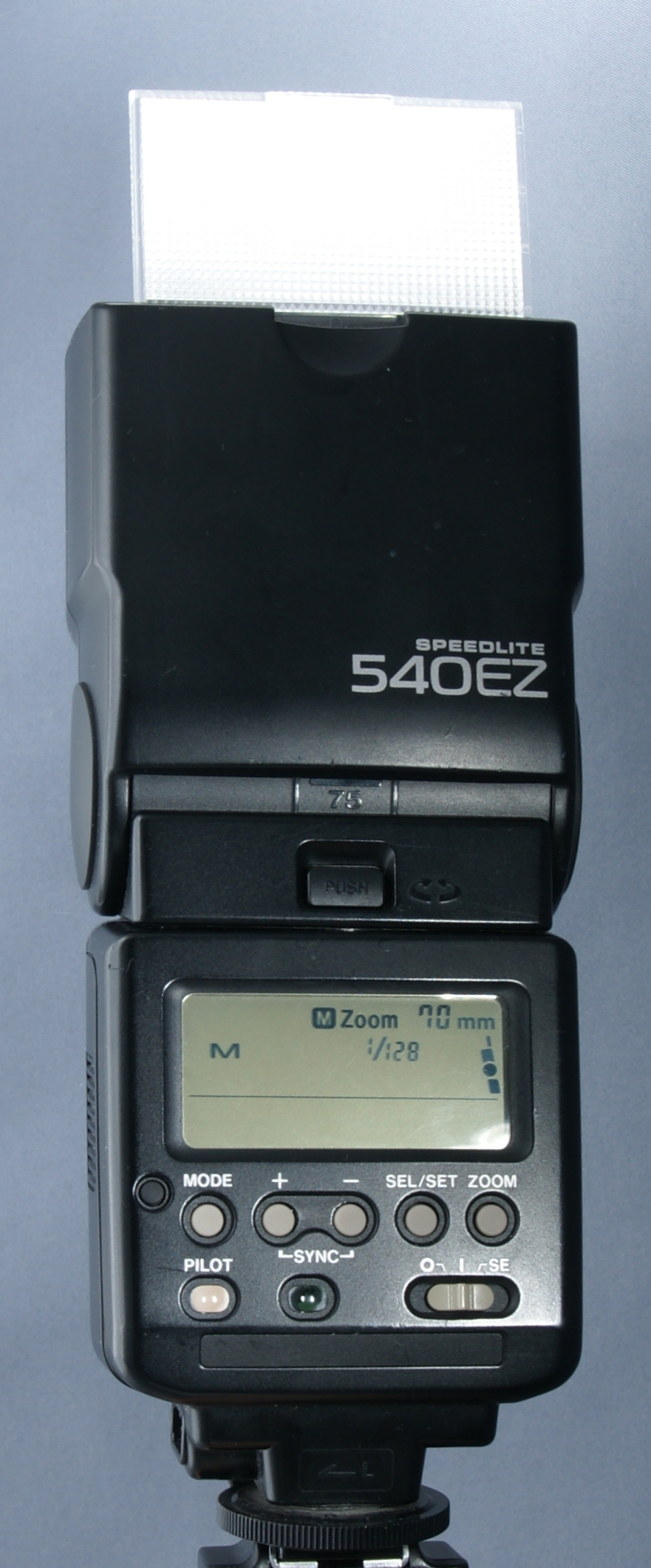
Modell Speedlite 540EZ

Daten
- Leitzahl: 20 bei 35 mm/ISO 100
- Leuchtwinkel: 35 mm (28 mm mit Streuadapter)
- Anzahl Blitze: 400 – 4000 mit neuen Alkali-Mangan-Batterien
- Ladezeit: 0,5 s – 4 s
- Leuchtdauer: 1 ms oder weniger
- Synchronisation: erster Verschlussvorhang
- Belichtungskontrolle: A-TTL
- Leuchtweite: 0,7 m – 7 m bei ISO 100
- Effektive Leuchtweite: 1 m – 5 m

### 540 EZ
Das 540 EZ war ein bis ca. 2003 produziertes, sehr leistungsfähiges Blitzgerät.
Daten
- Leitzahl 54 bei 105 mm/ISO 100
- Höhen- und neigungsverstellbarer Reflektor mit Motorzoom
- ausziehbare Streuscheibe
- Funktionen wie Mehrfachblitz („Multiblitz“), 2. Verschlussvorhang etc.

## EX-Reihe
Die Vorstellung digitaler Spiegelreflexkameras der EOS-Serie erforderte auch eine Anpassung an die Blitztechnik, da die EZ-Reihe aufgrund der Blitzmessung am chemischen Film an einer Digitalkamera nur im manuellen Modus betrieben werden konnte.
Erstmals kam das sogenannte E-TTL-Verfahren zur Anwendung (E steht für evaluative), bei dem die Kamera mittels eines Vorblitzes, der vom normalen Belichtungssensor der Kamera erfasst wird, vor der eigentlichen Aufnahme die benötigte Lichtmenge ermittelt. Dadurch werden vorhandenes Umgebungslicht und Blitzlicht für die Belichtung bewertet.
Nicht mehr produziert werden die Modelle 90EX, 220EX, 270EX, 320EX, 380EX, 420EX, 430EX, 430EX II, 550EX, 580EX, 580EX II und 600 EX-RT.
Aktuell angeboten werden die Modelle EL-100, 270EX II, 430EX III-RT, 470EX-AI, 600EX II-RT und EL-1. Die ersten Ziffern der Modellbezeichnung ohne die Null entsprechen immer der angegebenen Leitzahl.
Die Modelle 90EX und 220EX blitzen ausschließlich starr nach vorne. Das 270EX, 270EX II und 380EX lassen sich neigen, um in verschiedenen Winkeln nach oben zu blitzen. Alle anderen Modelle der Reihe lassen sich neigen und schwenken.
Die Modelle 90EX, 430EX III-RT, 550EX, 580EX, 580EX II, 600EX-RT und EL-1 können andere Blitze der EX-Reihe sowie kompatible Blitze einiger Fremdhersteller drahtlos steuern (Master-Slave-Betrieb). Angesteuert als Slave werden können alle Modelle außer 90EX, 220EX und 270EX.

### Technische Daten

#### Übersicht aktueller Modelle
Die Tabelle zeigt die aktuellen Modelle.
| Modelle                  | Modelle     | Modelle        | Modelle        | Modelle             | Modelle        | Modelle             |                |
| Model                    | EL-1        | 600EX II-RT    | 470EX-AI       | 430EX III-RT        | 270EX II       | EL-100              | 90EX **        |
| ------------------------ | ----------- | -------------- | -------------- | ------------------- | -------------- | ------------------- | -------------- |
| Vorstellung              | 2020        | 2019           | 2018           | 2015                | 2017           | 2019                | 2013           |
| Leitzahl (ISO 100)       | 60 200 mm   | 60 200 mm      | 47 105 mm      | 43 105 mm           | 27 50 mm       | 26 50 mm            | 9 50 mm        |
| Schwenkbar (horizontal)  | 180°(li/re) | 180°(li/re)    | 180°(li/re)    | 150°(li) / 180°(re) | Nein           | 150°(li) / 180°(re) | Nein           |
| Master / Slave per Funk  | Ja          | Ja             | Nein           | Ja                  | Nein           | Nein                | Nein           |
| Slave per Infrarot       | Ja *        | Ja *           | Ja             | Ja                  | Ja             | Ja *                | Nein *         |
| externe Stromversorgung  | Ja          | Ja             | Nein           | Nein                | Nein           | Nein                | Nein           |
| Stromversorgung          | 1 Akku      | 4× AA (Mignon) | 4× AA (Mignon) | 4× AA (Mignon)      | 2× AAA (Micro) | 2× AA (Mignon)      | 2× AAA (Micro) |
| Gewicht (ohne Batterien) | 572 g       | 435 g          | 385 g          | 295 g               | 155 g          | 190 g               | 50 g           |

#### Technische Daten einiger Modelle

##### 90 EX (nicht mehr im Programm)
- Leitzahl: 9 bei 50 mm/ISO 100
- Leuchtwinkel: 18 mm (Crop) / 24 mm (Vollformat)
- Schwenk-/Neigebereich: ./.
- Belichtungskontrolle: E-TTL/TTL-Autoflash (nur mit Canon-Kameras)
- Master-Funktionen: nur Senderfunktion für entsprechende Blitzgeräte als Slave (Optionen im Kameramenü)
- Abmessungen: 44,2 mm × 52 mm × 65 mm
- Batterien: 2 × AAA (Alkali-Mangan-Batterien)

##### EL-100
- Leitzahl: 26 bei 50 mm/ISO 100
- Leuchtwinkel: 50 mm und 24 mm
- Schwenk-/Neigebereich: Schwenken 150°(li)+180°(re), Neigen 90°
- Belichtungskontrolle: E-TTL II-/E-TTL/TTL-Autoflash oder manuell
- Mindestladezeit ca. 5,8 s
- Master/Slave-Funktionen: Slave-Empfängerfunktion und Sender-Funktion (Optionen im Kameramenü)
- Abmessungen (lxhxt): 64,6 mm × 91,7 mm × 71 mm
- Batterien: 2 × AA (Alkali-Mangan-Batterien, NiCd- und NiMH-Akkus möglich)

##### 270 EX II (nicht mehr im Programm)
- Leitzahl: 27 bei 50 mm/ISO 100
- Leuchtwinkel: 50 mm
- Schwenk-/Neigebereich: Neigen 90°
- Belichtungskontrolle: E-TTL II-/E-TTL/TTL-Autoflash oder manuell
- Mindestladezeit ca. 3,9 s
- Slave-Funktionen: Slave-Empfängerfunktion (Optionen im Kameramenü)
- Abmessungen: 66 mm × 65 mm × 77 mm
- Batterien: 2 × AA (Alkali-Mangan-Batterien, NiCd- und NiMH-Akkus möglich)

##### 320 EX (nicht mehr im Programm)
- Leitzahl: 32 bei 50 mm/ISO 100
- Leuchtwinkel: 24 + 50 mm (Zoomreflektor für zwei Brennweiten, manueller Zoom)
- Schwenk-/Neigebereich: Schwenken 180°, Neigen 90°
- Belichtungskontrolle: E-TTL II-/E-TTL/TTL-Autoflash/kabellos oder manuell
- Mindestladezeit, bei maximaler Leistung ca. 2,3 s
- Slave-Funktionen: Slave-Empfängerfunktion und Einstellblitze, 4 Kanäle, Slave-Gruppenkennung A, B, C
- LED-Videolicht
- Gewicht: 155 Gramm (ohne Batterien)
- Abmessungen: 70 mm × 115 mm × 78 mm
- Batterien: 4 × AA (Alkali-Mangan Batterien, NiCd- und NiMH-Akkus möglich)

##### 420 EX (nicht mehr im Programm)
- Leitzahl: 42 bei 105 mm/ISO 100
- Leitzahl 23 bei 24 mm, 25 bei 28 mm, 31 bei 35 mm, 34 bei 50 mm, 37 bei 70 mm und 42 bei 105 mm[2]
- Leuchtwinkel: 24 mm bis 105 mm (Zoomreflektor, passt sich automatisch der eingestellten Brennweite des Objektives an)
- Schwenk-/Neigebereich: Schwenken 270°, Neigen 90°
- Belichtungskontrolle: E-TTL
- AF-Hilfslicht: max. 7 m
- Slave-Funktionen: Slave-Empfängerfunktion und Einstellblitze, 4 Kanäle, Slave-Gruppenkennung A, B, C
- Gewicht: 300 Gramm (ohne Batterien)
- Abmessungen: 71,5 mm × 123 mm × 99,4 mm
- Batterien: 4 × AA (Alkali-Mangan-Batterien, NiCd- und NiMH-Akkus möglich)

##### 430 EX (nicht mehr im Programm)
- Leitzahl: 43 bei 105 mm/ISO 100
- Leitzahl 11 bei 14 mm, 25 bei 24 mm, 27 bei 28 mm, 31 bei 35 mm, 35 bei 50 mm, 37 bei 70 mm 43 bei 105 mm[3]
- Leuchtwinkel: 24 mm bis 105 mm (Zoomreflektor, passt sich automatisch der eingestellten Brennweite des Objektives an)
- ausziehbare Streuscheibe
- Schwenk-/Neigebereich: Schwenken 270°, Neigen 90°
- Belichtungssteuerungstyp: E-TTL II-/E-TTL/TTL-Autoflash oder manuell
- Gewicht: 320 g (ohne Batterien)
- Batterien: 4 × AA (Alkali-Mangan-Batterien, NiCd- und NiMH-Akkus möglich)
- Abmessungen: 72 mm × 122 mm × 101 mm

##### 430 EX II (nicht mehr im Programm)
- Leitzahl: 43 bei 105 mm/ISO 100
- Leuchtwinkel: 24 mm bis 105 mm (Zoomreflektor, passt sich automatisch der eingestellten Brennweite des Objektives an)
- automatisches Erkennen der Sensorgröße (1,6›‹ Crop, passt sich automatisch der eingestellten Brennweite (KB-Equiv.) des Objektives an)
- Belichtungssteuerungstyp: E-TTL II-/E-TTL/TTL-Autoflash/kabellos oder manuell
- ausziehbare Streuscheibe
- Schwenk-/Neigebereich: Schwenken 270°, Neigen 90°
- Mindestladezeit, bei maximaler Leistung: ca. 3,0 s
- Schnellverschluss
- Gewicht: 320 g (ohne Batterien)
- Batterien: 4 × AA (Alkali-Mangan-Batterien, NiCd- und NiMH-Akkus möglich)
- Abmessungen: 72 mm × 122 mm × 101 mm

##### 430 EX III-RT
- Leitzahl: 43 bei 105 mm/ISO 100
- Leuchtwinkel: 24 mm bis 105 mm (Zoomreflektor, passt sich automatisch der eingestellten Brennweite des Objektives an)
- automatisches Erkennen der Sensorgröße (1,6X Crop, passt sich automatisch der eingestellten Brennweite (KB Equiv.) des Objektives an)
- Belichtungssteuerungstyp: E-TTL II-/E-TTL/TTL-Autoflash/kabellos oder manuell
- ausziehbare Streuscheibe für Weitwinkelbereich (14 mm)
- ausziehbare Catchlight-Scheibe
- Schwenk-/Neigebereich: Schwenken 330°, Neigen 90°
- Blitzfolgezeit: 3,5 s
- Schnellverschluss
- Gewicht: 295 g (ohne Batterien)
- Batterien: 4 × AA (Alkali-Mangan-Batterien, NiCd- und NiMH-Akkus möglich)
- Abmessungen: 70,5 mm × 113,8 mm × 98,2 mm
- Master/Slave-Funktionen: über Funk (RT) oder optisch über Infrarot

##### 470 EX AI
- Leitzahl: 47 bei 105 mm/ISO 100
- Leuchtwinkel: 24 mm bis 105 mm (Zoomreflektor, passt sich automatisch der eingestellten Brennweite des Objektives an)
- automatisches Erkennen der Sensorgröße (1,6›‹ Crop, passt sich automatisch der eingestellten Brennweite (KB-Equiv.) des Objektives an)
- Belichtungssteuerungstyp: E-TTL II-/E-TTL/TTL-Autoflash/kabellos oder manuell
- ausziehbare Streuscheibe
- Master/Slave-Funktionen: nur optisch über Infrarot und nur als Slave
- Schwenk-/Neigebereich: Schwenken 150°(li)+180°(re), Neigen 90°
- Mindestladezeit, bei maximaler Leistung: ca. 5,5 s
- Batterien: 4 × AA (Alkali-Mangan-Batterien, NiCd- und NiMH-Akkus möglich)
- Abmessungen (B×H×T): 74,6 mm × 130,4 mm × 105,1 mm

##### 580 EX (nicht mehr im Programm)
- Leitzahl: 58 bei 105 mm/ISO 100
- Leitzahl 15 bei 14 mm, 28 bei 24 mm, 30 bei 28 mm. 36 bei 35 mm, 42 bei 50 mm, 50 bei 70 mm, 53 bei 80 mm und 58 bei 105 mm[4]
- Leuchtwinkel: 24 mm bis 105 mm (Zoomreflektor, passt sich automatisch der eingestellten Brennweite des Objektives an)
- Belichtungssteuerungstyp: E-TTL II-/E-TTL/TTL-Autoflash oder manuell
- ausziehbare Streuscheibe und Reflektorkarte
- Schwenk-/Neigebereich: Schwenken 360°, Neigen 90°
- Mindestladezeit, bei maximaler Leistung ca. 3,3 s
- Gewicht: 375 g (ohne Batterien)
- Batterien: 4 × AA (Alkali-Mangan-Batterien, NiCd- und NiMH-Akkus möglich)
- Abmessungen: 76 mm × 134 mm × 114 mm

##### 580 EX II (nicht mehr im Programm)
- Leitzahl: 58 bei 105 mm/ISO 100
- Leuchtwinkel: 24 mm bis 105 mm (Zoomreflektor, passt sich automatisch der eingestellten Brennweite des Objektives an)
- Belichtungssteuerungstyp: E-TTL II-/E-TTL/TTL-Autoflash/kabellos oder manuell
- ausziehbare Streuscheibe und Reflektorkarte
- Schwenk-/Neigebereich: Schwenken 360°, Neigen 90°
- Mindestladezeit, bei maximaler Leistung ca. 3,5 s
- Gewicht: 405 g (ohne Batterien)
- Batterien: 4 × AA (Alkali-Mangan-Batterien, NiCd- und NiMH-Akkus möglich)
- Abmessungen: 76 mm × 137 mm × 117 mm

##### 600 EX (nicht mehr im Programm)
- Leitzahl: 60 bei 200 mm/ISO 100
- Leuchtwinkel: 20 mm bis 200 mm (Zoomreflektor, passt sich automatisch der eingestellten Brennweite des Objektives an)
- Belichtungssteuerungstyp: E-TTL II-/E-TTL/TTL-Autoflash/kabellos oder manuell
- ausziehbare Streuscheibe und Reflektorkarte
- Schwenk-/Neigebereich: Schwenken 360°, Neigen 90°
- Mindestladezeit ca. 3,3 s
- Gewicht: 425 g (ohne Batterien)
- Batterien: 4 × AA (Alkali-Mangan-Batterien, NiCd- und NiMH-Akkus möglich)
- Abmessungen: 80 mm × 143 mm × 125 mm

##### 600 EX-RT (nicht mehr im Programm)
- Blitztechnisch baugleich mit 600 EX, nur noch zusätzlich mit Master für kabelloses Blitzen (s. o.)
- RT steht für „Radio Transmitted“. Im Gegensatz zu älteren optisch auslösenden Master/Slave-Kombinationen wird per Funk ausgelöst.

##### 600 EX II-RT
- Leitzahl: 60 bei 200 mm/ISO 100
- Leuchtwinkel: 20 mm bis 200 mm (Zoomreflektor, passt sich automatisch der eingestellten Brennweite des Objektives an)
- Belichtungssteuerungstyp: E-TTL II-/E-TTL/TTL-Autoflash/kabellos oder manuell
- ausziehbare Streuscheibe und Reflektorkarte
- Schwenk-/Neigebereich: Schwenken 360°, Neigen 90°
- Mindestladezeit ca. 3,3 s
- Gewicht: 435 g (ohne Batterien)
- Batterien: 4 × AA (Alkali-Mangan-Batterien, NiCd- und NiMH-Akkus möglich)
- Abmessungen (B×H×T): 78,7 mm × 143,2 mm × 122,7 mm
- erhöhte Blitzanzahl bei Reihenaufnahmen um den Faktor 1,1 bis 1,5 bei Einsatz von AA-Batterien und zweifach bei Einsatz des CP-E4N-Batteriepacks durch verbesserte Temperaturkontrolle
- im Lieferumfang enthaltener Bounce-Adapter und ein Halter für Farbfilter
- Master/Slave-Funktionen: über Funk (RT) oder optisch über Infrarot

##### EL-1
- Leitzahl: 60 bei 200 mm/ISO 100
- Leuchtwinkel: 24 mm bis 200 mm (Zoomreflektor, passt sich automatisch der eingestellten Brennweite des Objektives an)
- Belichtungssteuerungstyp: E-TTL II-/E-TTL/TTL-Autoflash/kabellos oder manuell
- 2-farbiges Hilfslicht
- Staub- und Spritzwassergeschützt
- Schwenk-/Neigebereich: Schwenken 360°, Neigen 120°
- Mindestladezeit ca. 0,9 s
- Gewicht: 572 g (ohne Akku)
- Batterien: 1 Akku
- Abmessungen (B×H×T): 84,4 mm × 149 mm × 136,4 mm
- im Lieferumfang enthaltener Bounce-Adapter, 2 Farbfilter, Akku, Akkuladegerät, Standfuß, Tasche
- Master/Slave-Funktionen: über Funk (RT) oder optisch über Infrarot

## Macrolite

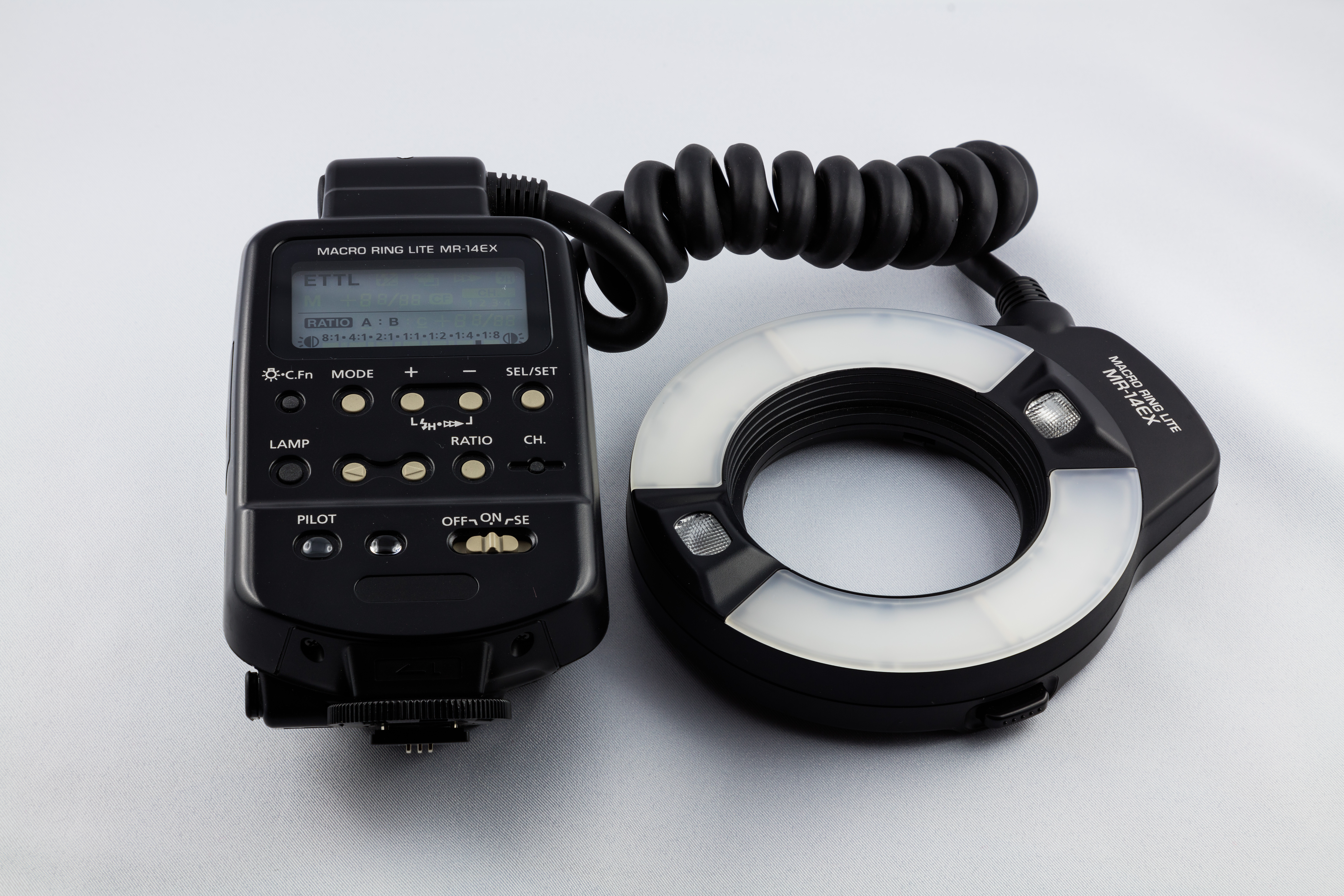
Canon Macro Ring Lite MR-14EX

In der Modellreihe ML wurden Ringblitze für die Makrofotografie angeboten:
- ML-1 (Leitzahl: 16)
- ML-2
- ML-3
- MR-14EX (Leitzahl: 14) (aktuelles Modell)
- MT-24EX (Leitzahl: 24) Macro Twin Lite
- MT-26EX-RT (Leitzahl: 26) Macro Twin Lite (aktuelles Modell)